# Licenza di uccidere (dottrina)
La licenza di uccidere è un'espressione diffusasi in ambito giornalistico per definire la casistica delle esecuzioni capitali extragiudiziali.

## Onomaturgia
Il sintagma è d'uso comune nella lingua italiana, utilizzata soprattutto in ambito giornalistico e letterario (spy story) dalla quale è ripresa come calco linguistico-morfologico, derivato dal celebre "licence to kill" dell'inglese britannico, a sua volta utilizzato come titolo per il sesto romanzo di Ian Fleming, incentrato sulle avventure dell'agente segreto James Bond, o 007, pubblicato in lingua originale nel 1958 e tradotto per la prima volta in lingua italiana nel 1965.

## Definizione
Tale espressione viene sovente usata per indicare la facoltà accordata in via ufficiale od ufficiosa da parte di un governo o di un'agenzia governativa a un particolare agente, dipendente o privato cittadino, circa l'uso della forza letale nella realizzazione dei propri obiettivi.
Si tratta di una dottrina giuridica o dottrina militare, che teorizza la possibilità - per un pubblico potere - di autorizzare l'uso della forza letale per la propria autodifesa e/o per la protezione della vita altrui come regola d'ingaggio in un determinato ambito legale (legittima difesa, caccia) o in presenza di un conflitto tipo la guerra asimmetrica od operazioni antiterrorismo.

## Diritto
In tempo di pace lo Stato di diritto confligge con l'attribuzione di un tale potere extragiudiziale ad un soggetto istituzionale, e la stessa giustizia politica incontra dei limiti molto rigorosi a tutela della vita umana.
Tuttavia in varie modalità si è cercato di aggirare questi limiti: la categoria giuridica del “diritto penale del nemico” (Feindstrafrecht) - elaborata da Günther Jakobs - dà conto di questi tentativi, che vanno dalla esclusione delle garanzie di libertà per i non cittadini alla applicazione delle categorie del diritto bellico ai nemici interni ed agli individui all'estero in condizioni di conflitto non dichiarato.

L'esistenza di questa tipologia di attività, in via di fatto, si ricava anche dalle prime norme giuridiche che hanno tentato di limitarle o regolamentarle: è il caso, ad esempio, del complesso di ordini esecutivi emanati dai Presidenti degli Stati Uniti d'America per proibire gli assassini alle agenzie dipendenti dall'Esecutivo degli Stati Uniti d'America.